# Hakownica

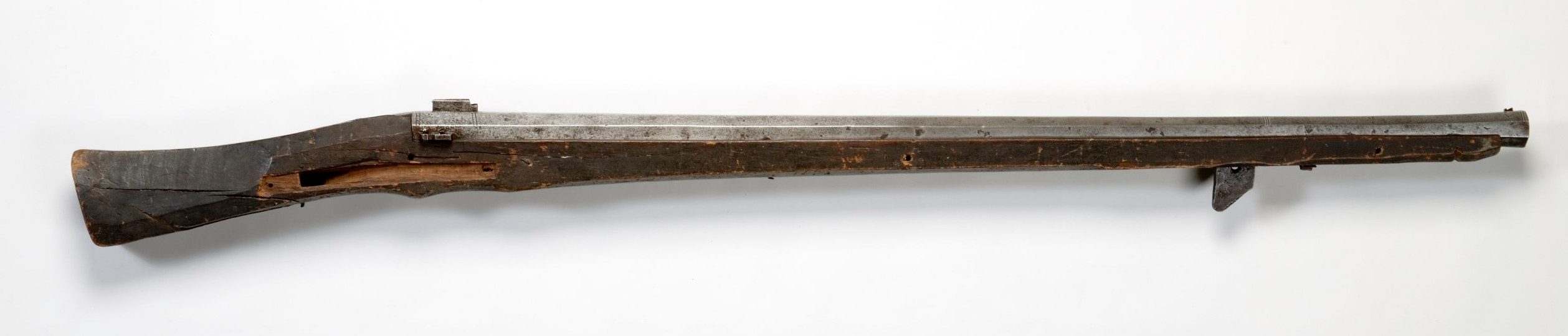
Szwedzka hakownica, XVI w.

Hakownica (niem. Hakenbüchse) – jeden z najstarszych typów ręcznej broni palnej. Rodzaj ciężkiej rusznicy używanej do obrony miast i zamków, przez co zaliczana jest niekiedy do najlżejszej kategorii średniowiecznej i renesansowej artylerii. Używana od XIV do XVI w.

## Charakterystyka
Cechą charakterystyczną hakownicy jest hak znajdujący się w okolicy wylotu lufy, skierowany pod kątem prostym w dół. Służył on do amortyzowania odrzutu, poprzez oparcie go (zahaczenie) o mur lub płot. Przy strzelaniu z murów obronnych hakownica obsługiwana była przez jednego człowieka, natomiast do obsługi „w polu” wymagała dwóch ludzi, z których jeden nosił i podtrzymywał w czasie strzelania podporę. Mógł to być składany drewniany stojak (tzw. „kozioł”) lub forkiet. W walkach polowych hakownice wraz z podporami transportowano na wozach. Strzelano kulami kamiennymi, żelaznymi, a w późniejszym okresie również ołowianymi o kalibrze około 20 mm. Masa hakownicy wynosiła około kilku–kilkunastu kilogramów, a jej długość 100–180 cm. W XVI wieku klasyczna wersja hakownicy wyszła z użycia. Istniała też jej wersja pomniejszona, zwana półhakiem (później nazwę tę odnoszono również do prymitywnej formy pistoletu).
Hakownica składa się z lufy osadzonej w drewnianym łożu, niekiedy zakończonym prymitywną kolbą. W tylnej części lufy znajdował się otwór zapałowy zakończony panewką. Pierwotnie ładunek miotający (proch czarny) zapalano ręcznie poprzez przytknięcie do panewki rozpalonego pręta, kawałka rozżarzonego węgla, hubki lub lontu, a od XV w. hakownice zaczęto wyposażać w prymitywne zamki lontowe.

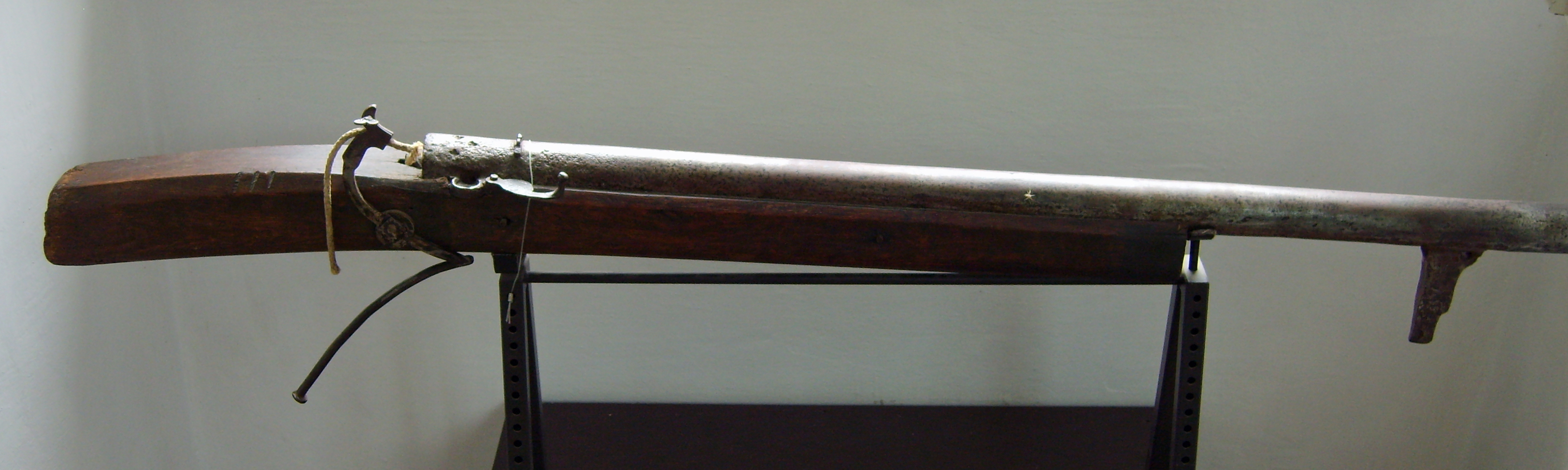
Hakownica niemiecka (XVI w.)
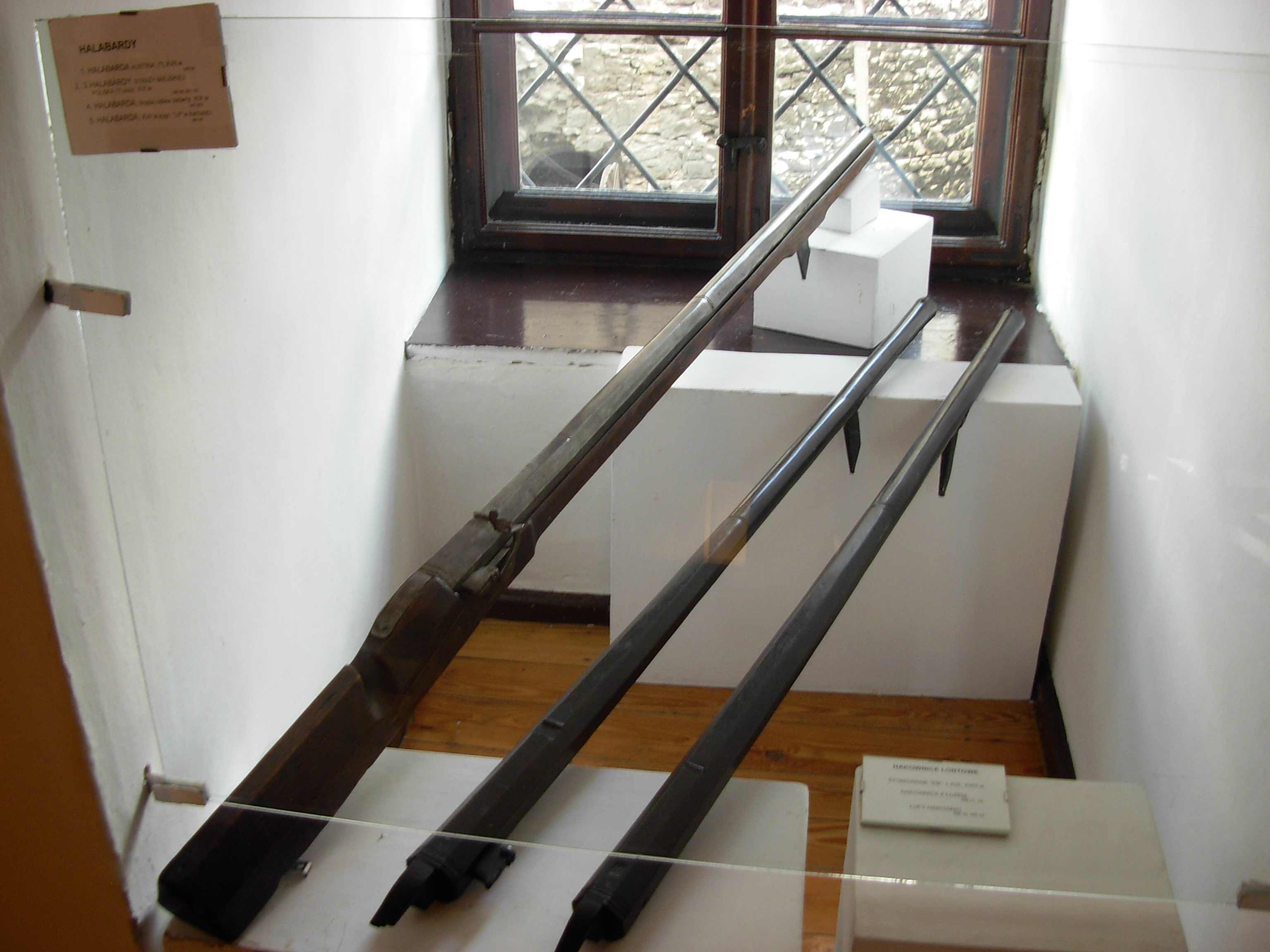
Hakownice w Muzeum Zagłębia w Będzinie
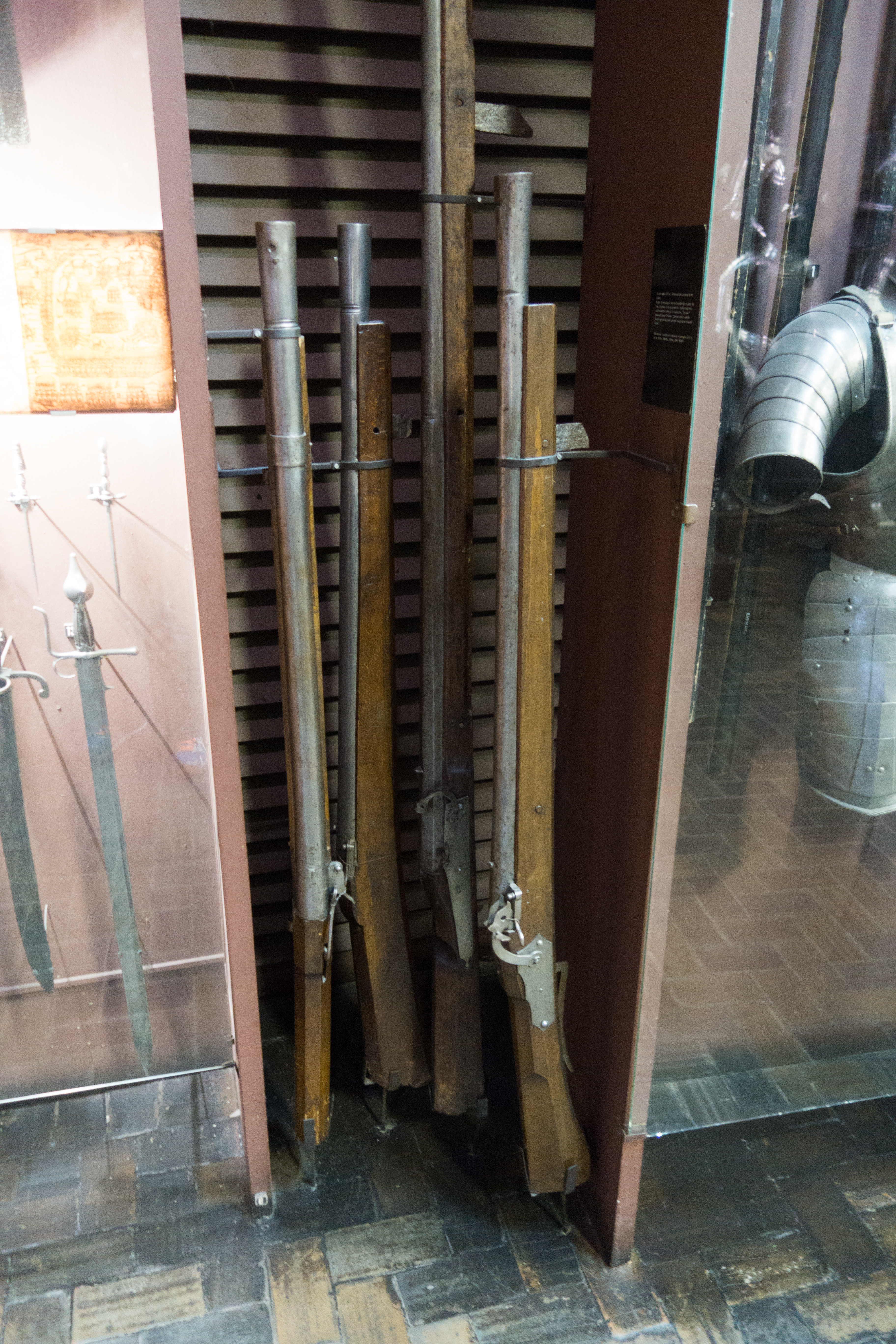
Hakownice w Muzeum Wojska Polskiego w Warszawie